# Aeroporto di Western Sydney
L'Aeroporto di Western Sydney (in inglese Western Sydney Airport) è un aeroporto internazionale, attualmente in costruzione, situato a Sydney in Australia.

## Storia
La necessità di costruire questo aeroporto, che sarà il secondo aeroporto internazionale di Sydney, deriva dal sempre maggiore congestionamento dello storico aeroporto internazionale Kingsford Smith. Nel 2008, dopo decenni di dibattiti, si iniziò quindi a pianificare la costruzione di un nuovo aeroporto. Il 15 aprile 2014, il governo federale australiano annunciò che la località di Badgerys Creek avrebbe ospitato il nuovo aeroporto. I lavori di costruzione iniziarono invece nel settembre 2018, con completamento previsto per il 2026.